# Кашина Торенуова е Ка де Фрати (Кремона)
Кашина Торенуова е Ка де Фрати је насеље у Италији у округу Кремона, региону Ломбардија.
Према процени из 2011. у насељу је живело 16 становника. Насеље се налази на надморској висини од 44 м.